# Nati nel 1998/Luglio
| Questa pagina contiene informazioni ricavate automaticamente dalle voci biografiche con l'ausilio del template Bio e di un bot. L'aggiornamento è periodico e automatico e ricostruisce completamente la pagina. Se manca una persona in questa lista, sei pregato di non aggiungerla, ma accertati piuttosto che la sua voce biografica contenga il template Bio e che i dati anagrafici siano correttamente compilati. Se il template Bio manca, inseriscilo tu stesso o, in alternativa, metti l'avviso {{tmp\|Bio}} che ne segnala la mancanza. Se i dati riportati sono sbagliati, correggi direttamente la voce biografica; le modifiche saranno visibili in questa lista entro pochi giorni. Per chiarimenti vedi il progetto biografie. La lista contiene solo le 369 persone che sono citate nell'enciclopedia e per le quali è stato implementato correttamente il template Bio. Pagina aggiornata al 18 ago 2025. |

- 1º luglio - Taha Ali, calciatore svedese
- 1º luglio - Mikael Anderson, calciatore islandese
- 1º luglio - Chloe Bailey, cantante e attrice statunitense
- 1º luglio - Carina Baltrip-Reyes, calciatrice panamense
- 1º luglio - Susan Bandecchi, tennista svizzera
- 1º luglio - Maxime Bernauer, calciatore francese
- 1º luglio - Vladyslav Dubinčak, calciatore ucraino
- 1º luglio - Tiana Gairns, sciatrice freestyle canadese
- 1º luglio - Gao Tianyi, calciatore cinese
- 1º luglio - Ingvild Gåskjenn, ciclista su strada norvegese
- 1º luglio - Boyd Lucassen, calciatore olandese
- 1º luglio - Jordi Meeus, ciclista su strada belga
- 1º luglio - Linda Motlhalo, calciatrice sudafricana
- 1º luglio - Hollie Steel, cantante e attrice britannica
- 1º luglio - Adrián Szőke, calciatore ungherese
- 1º luglio - Daniel Thomas, giocatore di football americano statunitense
- 2 luglio - Ernazar Akmataliev, lottatore kirghiso
- 2 luglio - Filip Damjanović, calciatore serbo
- 2 luglio - Rudolf González, calciatore tedesco
- 2 luglio - Ema Klinec, saltatrice con gli sci slovena
- 2 luglio - Jayce Olivero, calciatore gibilterriano
- 2 luglio - Dominique Robinson, giocatore di football americano statunitense
- 2 luglio - Georgi Rusev, calciatore bulgaro
- 2 luglio - Daniel Saggiomo, calciatore venezuelano
- 2 luglio - Karabo Sibanda, velocista botswano
- 2 luglio - Olaus Skarsem, calciatore norvegese
- 2 luglio - Marios Vrousai, calciatore greco
- 3 luglio - Berkay Bayraktar, pallavolista turco
- 3 luglio - Elijah Clarance, cestista svedese
- 3 luglio - Arthur Gomes Lourenço, calciatore brasiliano
- 3 luglio - Juan Iglesias, calciatore spagnolo
- 3 luglio - Kim Dong-han, cantante e ballerino sudcoreano
- 3 luglio - Chika Kobayashi, fondista giapponese
- 3 luglio - Iúri Leitão, pistard e ciclista su strada portoghese
- 3 luglio - Ezequiel Mena, hockeista su pista argentino
- 3 luglio - Giulia Murada, scialpinista e fondista di corsa in montagna italiana
- 3 luglio - Pedro Piquet, ex pilota automobilistico brasiliano
- 3 luglio - Petar Rubić, calciatore croato
- 3 luglio - Patrick Sontheimer, calciatore tedesco
- 3 luglio - Sara Waisglass, attrice canadese
- 4 luglio - Siaka Bagayoko, calciatore maliano
- 4 luglio - Martina Brustia, calciatrice italiana
- 4 luglio - Nahuel Bustos, calciatore argentino
- 4 luglio - Allan Campbell, calciatore scozzese
- 4 luglio - Erdon Daci, calciatore macedone
- 4 luglio - Aiden O'Neill, calciatore australiano
- 4 luglio - Ahmed Said Ahmed, calciatore somalo
- 4 luglio - Roman Vantuch, calciatore ucraino
- 5 luglio - Valerija Filenkova, nuotatrice artistica russa
- 5 luglio - Emily Fox, calciatrice statunitense
- 5 luglio - Ivan Obljakov, calciatore russo
- 5 luglio - Constance Picaud, calciatrice francese
- 5 luglio - Ivan Posavec, calciatore croato
- 5 luglio - Bradley Woodward, nuotatore australiano
- 6 luglio - Sumit Antil, atleta paralimpico indiano
- 6 luglio - Comethazine, rapper statunitense
- 6 luglio - Sarah-Léonie Cysique, judoka francese
- 6 luglio - Marco Grüll, calciatore austriaco
- 6 luglio - Sebastian Gutierrez, giocatore di football americano statunitense
- 6 luglio - Faitout Maouassa, calciatore francese
- 6 luglio - Florent Muslija, calciatore kosovaro
- 6 luglio - Ibrahima Ndiaye, calciatore senegalese
- 6 luglio - Justin Pierce, cestista statunitense
- 6 luglio - Amik Robertson, giocatore di football americano statunitense
- 7 luglio - Lars van den Berg, ex ciclista su strada olandese
- 7 luglio - Chudier Bile, cestista sudsudanese
- 7 luglio - Chase Claypool, giocatore di football americano canadese
- 7 luglio - Khadim Diaw, calciatore senegalese
- 7 luglio - Manuel Guijarro, velocista spagnolo
- 7 luglio - Alessio Mannucci, discobolo italiano
- 7 luglio - Maksim Nehoda, lottatore bielorusso
- 7 luglio - Abbos Rakhmonov, lottatore uzbeko
- 7 luglio - Silvan Sidler, calciatore svizzero
- 7 luglio - Marit Ishol Skogan, biatleta norvegese
- 7 luglio - Dylan Sprayberry, attore statunitense
- 7 luglio - Luc Wirtgen, ciclista su strada lussemburghese
- 8 luglio - Jakara Anthony, sciatrice freestyle australiana
- 8 luglio - Raffaella Giuliano, calciatrice italiana
- 8 luglio - Mouhamadou Gueye, cestista statunitense
- 8 luglio - Saeed Juma, calciatore emiratino
- 8 luglio - Yann Karamoh, calciatore ivoriano
- 8 luglio - Konstantin Koršunov, slittinista russo
- 8 luglio - Johanna Lindborg, lottatrice svedese
- 8 luglio - Georg Linnamäe, pilota di rally estone
- 8 luglio - Joe Litchfield, nuotatore britannico
- 8 luglio - Tijan Marovt, sciatore alpino sloveno
- 8 luglio - Daniel Martín Fernández, calciatore spagnolo
- 8 luglio - Alex Pinto, calciatore portoghese
- 8 luglio - Jaden Smith, attore, rapper e ballerino statunitense
- 8 luglio - Dar'ja Spiridonova, ex ginnasta russa
- 8 luglio - Maya Hawke, attrice, modella e cantante statunitense
- 9 luglio - Lindy Ave, atleta paralimpica tedesca
- 9 luglio - Ross Blacklock, giocatore di football americano statunitense
- 9 luglio - Robert Capron, attore e doppiatore statunitense
- 9 luglio - Washington Corozo, calciatore ecuadoriano
- 9 luglio - Edgaras Dubickas, calciatore lituano
- 9 luglio - Darrynton Evans, giocatore di football americano statunitense
- 9 luglio - Ignacio Guerrico, calciatore argentino
- 9 luglio - Dennis Hadžikadunić, calciatore bosniaco
- 9 luglio - Daniel Johansen, calciatore faroese
- 9 luglio - Peter Kolesár, calciatore slovacco
- 9 luglio - Hugo Lapalus, fondista francese
- 9 luglio - Óscar Macías, calciatore messicano
- 9 luglio - Tsuyoshi Ogashiwa, calciatore giapponese
- 9 luglio - Rasmus Pedersen, pistard e ciclista su strada danese
- 9 luglio - Alejandra Paola Perez Lopez, atleta paralimpica venezuelana
- 9 luglio - Linda Patricia Perez Lopez, atleta paralimpica venezuelana
- 9 luglio - Alison Rigaglia, calciatrice italiana
- 9 luglio - Harry Sweeny, ciclista su strada australiano
- 10 luglio - Mohamed Ali Abdourahman, calciatore gibutiano
- 10 luglio - Kimia Alizadeh, taekwondoka iraniana
- 10 luglio - Facundo Almada, calciatore argentino
- 10 luglio - Ivan Bachar, calciatore bielorusso
- 10 luglio - Jalen Camp, giocatore di football americano statunitense
- 10 luglio - Vasilīs Chrīstidīs, cestista greco
- 10 luglio - Angus Cloud, attore statunitense († 2023)
- 10 luglio - Ana Escamilla, pallavolista spagnola
- 10 luglio - Arjun Halakurki, lottatore indiano
- 10 luglio - Matas Jogėla, cestista lituano
- 10 luglio - Stephanie Jones, cestista statunitense
- 10 luglio - Ilan Kebbal, calciatore algerino
- 10 luglio - Davis Kiplangat, mezzofondista keniota
- 10 luglio - Lee Young-yoo, attrice e cantante sudcoreana
- 10 luglio - Haley Pullos, attrice statunitense
- 10 luglio - Veronica Santoni, nuotatrice italiana
- 10 luglio - Alyssa Shafer, attrice statunitense
- 10 luglio - Hailey Swirbul, fondista statunitense
- 10 luglio - Duplexe Tchamba, calciatore camerunese
- 10 luglio - Vasilije Đurić, calciatore serbo
- 11 luglio - Krešimir Ljubičić, cestista croato
- 11 luglio - John Nelson, calciatore statunitense
- 11 luglio - Michael Perelló, calciatore honduregno
- 11 luglio - Jacob Widell Zetterström, calciatore svedese
- 12 luglio - Billy Arce, calciatore ecuadoriano
- 12 luglio - Marcelo Freites, calciatore argentino
- 12 luglio - Shai Gilgeous-Alexander, cestista canadese
- 12 luglio - Reece Howden, sciatore freestyle canadese
- 12 luglio - Diyora Keldiyorova, judoka uzbeka
- 12 luglio - Gustav Marcussen, calciatore danese
- 12 luglio - Guilherme Nunes, calciatore brasiliano
- 12 luglio - Norman Rodríguez, calciatore uruguaiano
- 12 luglio - Myjai Sanders, giocatore di football americano statunitense
- 13 luglio - Rob Atkinson, calciatore inglese
- 13 luglio - Tobias Heintz, calciatore norvegese
- 13 luglio - Jerry Lalrinzuala, calciatore indiano
- 13 luglio - Bradley Martis, calciatore olandese
- 13 luglio - Mathea, cantante austriaca
- 13 luglio - Lecitus Smith, giocatore di football americano statunitense
- 13 luglio - Natálie Stoupalová, cestista ceca
- 13 luglio - Jalen Virgil, giocatore di football americano statunitense
- 13 luglio - Rustam Yatimov, calciatore tagiko
- 14 luglio - Sean Clifford, giocatore di football americano statunitense
- 14 luglio - Romain Faivre, calciatore francese
- 14 luglio - Lucía García, calciatrice spagnola
- 14 luglio - Isabel Garrido, attrice spagnola
- 14 luglio - Jacob Gilyard, cestista statunitense
- 14 luglio - Alaric Jackson, giocatore di football americano canadese
- 14 luglio - Paulos Korrea, calciatore cipriota
- 14 luglio - Linda Olivieri, ostacolista italiana
- 14 luglio - Andrea Panizza, canottiere italiano
- 14 luglio - Tomás Reymão, calciatore portoghese
- 14 luglio - Redon Xhixha, calciatore albanese
- 15 luglio - Jurich Carolina, calciatore olandese
- 15 luglio - Salieu Ceesay, giocatore di football americano tedesco
- 15 luglio - Chris Garrett, giocatore di football americano statunitense
- 15 luglio - Anna Jay, wrestler statunitense
- 15 luglio - Jimmy Krupka, sciatore alpino statunitense
- 15 luglio - Alessia Pavese, velocista italiana
- 15 luglio - JayDaYoungan, rapper statunitense († 2022)
- 15 luglio - Razak Simpson, calciatore ghanese
- 15 luglio - Avery Williams, giocatore di football americano statunitense
- 15 luglio - Damarion Williams, giocatore di football americano statunitense
- 16 luglio - Ty-Shon Alexander, cestista statunitense
- 16 luglio - Mattia Drudi, pilota automobilistico italiano
- 16 luglio - Demetric Felton, giocatore di football americano statunitense
- 16 luglio - Eric Johnson, giocatore di football americano statunitense
- 16 luglio - Josh Myers, giocatore di football americano statunitense
- 16 luglio - Mathilde Myhrvold, fondista norvegese
- 16 luglio - Itsuki Oda, calciatore giapponese
- 16 luglio - Carlo Paalam, pugile filippino
- 16 luglio - Manuel Thurnwald, calciatore austriaco
- 16 luglio - Marija Vadeeva, cestista russa
- 16 luglio - Francisco Eduardo Venegas, calciatore messicano
- 16 luglio - Anderson Oliveira, calciatore brasiliano
- 16 luglio - Oralhan Ómirtaev, calciatore kazako
- 17 luglio - Arilena Ara, cantante albanese
- 17 luglio - Chris Claybrooks, giocatore di football americano statunitense
- 17 luglio - Ferdinand Dahl, sciatore freestyle norvegese
- 17 luglio - Clément Davy, ciclista su strada e pistard francese
- 17 luglio - Manuel De Luca, calciatore italiano
- 17 luglio - Gökhan Gül, calciatore tedesco
- 17 luglio - Riikka Honkanen, ex sciatrice alpina finlandese
- 17 luglio - Nazeeh Johnson, giocatore di football americano statunitense
- 17 luglio - Yarin Peretz, calciatore israeliano
- 17 luglio - Elerson Smith, ex giocatore di football americano statunitense
- 17 luglio - Arina Surkova, nuotatrice russa
- 17 luglio - Nicole Terlenghi, ginnasta italiana
- 17 luglio - Michail Tichonov, calciatore russo
- 17 luglio - João Victor, calciatore brasiliano
- 18 luglio - Sivert Guttorm Bakken, biatleta norvegese
- 18 luglio - Devin Bush Jr., giocatore di football americano statunitense
- 18 luglio - Devon Daniels, cestista statunitense
- 18 luglio - Beneyam Demte, calciatore etiope
- 18 luglio - Ella Harris, ciclista su strada neozelandese
- 18 luglio - Azat Harutyunyan, tuffatore armeno
- 18 luglio - Vladimir Harutyunyan, tuffatore armeno
- 18 luglio - Antoine Makoumbou, calciatore francese
- 18 luglio - Gideon Mensah, calciatore ghanese
- 18 luglio - Adam Mokoka, cestista francese
- 18 luglio - Alessia Orro, pallavolista italiana
- 18 luglio - Luísa Sonza, cantante brasiliana
- 18 luglio - Alessandro Toscani, pallavolista italiano
- 18 luglio - Pasilio Tosi, rugbista a 15 neozelandese
- 19 luglio - Camryn Bynum, giocatore di football americano statunitense
- 19 luglio - Erin Cuthbert, calciatrice scozzese
- 19 luglio - Oscar Dorley, calciatore liberiano
- 19 luglio - Carla Díaz, attrice, ballerina e modella spagnola
- 19 luglio - Jarryd Gibson, canoista sudafricano
- 19 luglio - Manu Hernando, calciatore spagnolo
- 19 luglio - Oleksandr Hrušyn, lottatore ucraino
- 19 luglio - Abigail Kim, calciatrice statunitense
- 19 luglio - Lola Vice, wrestler e artista marziale statunitense
- 19 luglio - Ngosa Sunzu, calciatore zambiano
- 19 luglio - Soakai Vea, calciatore tongano
- 19 luglio - Diego Vicente, calciatore uruguaiano
- 19 luglio - Ronaldo Vieira, calciatore guineense
- 19 luglio - Carlos Villalba, calciatore argentino
- 19 luglio - Luca Zanimacchia, calciatore italiano
- 20 luglio - Alejo Antilef, calciatore argentino
- 20 luglio - Cristopher Fiermarin, calciatore uruguaiano
- 20 luglio - Chantal Hagel, calciatrice tedesca
- 20 luglio - Alp Karahan, cestista turco
- 20 luglio - Jules Keita, calciatore guineano
- 20 luglio - Noémie Kolly, sciatrice alpina svizzera
- 20 luglio - Daniel Figueira, calciatore portoghese
- 20 luglio - Selom Mawugbe, cestista statunitense
- 20 luglio - Merveil Ndockyt, calciatore congolese (Repubblica del Congo)
- 20 luglio - Daniel Parra, calciatore messicano
- 20 luglio - Andrew Teuten, calciatore uruguaiano
- 20 luglio - Cordell Volson, giocatore di football americano statunitense
- 20 luglio - Isaiah Washington, cestista statunitense
- 21 luglio - İlayda Akdoğan, attrice turca
- 21 luglio - Abel Argañaraz, calciatore argentino
- 21 luglio - Marie Bouzková, tennista ceca
- 21 luglio - Mason Jones, cestista statunitense
- 21 luglio - Maggie Lindemann, cantautrice statunitense
- 21 luglio - Thomas Preining, pilota automobilistico austriaco
- 21 luglio - Matko Zirdum, calciatore croato
- 22 luglio - Daniel Anyembe, calciatore danese
- 22 luglio - Ben Bartch, giocatore di football americano statunitense
- 22 luglio - Francesca Baruzzi, sciatrice alpina argentina
- 22 luglio - Nicolas Basin, ex calciatore francese
- 22 luglio - Mihail Caimacov, calciatore moldavo
- 22 luglio - Michele Cevoli, calciatore sammarinese
- 22 luglio - Alex Colman, ciclista su strada e ciclocrossista belga
- 22 luglio - Marc Cucurella, calciatore spagnolo
- 22 luglio - Thomas Dorner, ex sciatore alpino austriaco
- 22 luglio - Paul Jaeckel, calciatore tedesco
- 22 luglio - Khairul Hafiz Jantan, velocista malaysiano
- 22 luglio - Josete Miranda, calciatore spagnolo
- 22 luglio - Dylan Ouedraogo, calciatore francese
- 22 luglio - Madison Pettis, attrice statunitense
- 22 luglio - Osaro Jürgen Rich, cestista tedesco
- 22 luglio - Patrick Schmidt, calciatore austriaco
- 22 luglio - Tyler Shelvin, giocatore di football americano statunitense
- 22 luglio - Roman Tugarev, calciatore russo
- 22 luglio - Federico Valverde, calciatore uruguaiano
- 22 luglio - Alexandru Vodă, calciatore rumeno
- 23 luglio - William Akio, calciatore sudsudanese
- 23 luglio - Susanne Andersen, ciclista su strada norvegese
- 23 luglio - Deandre Ayton, cestista bahamense
- 23 luglio - Gabriel Bitan, lunghista rumeno
- 23 luglio - Janeth Chepngetich, mezzofondista keniota
- 23 luglio - Sofia Del Stabile, calciatrice italiana
- 23 luglio - Nathan Frazer, wrestler britannico
- 23 luglio - Kamel Hmeisheh, calciatore siriano
- 23 luglio - Martina Lenzini, calciatrice italiana
- 23 luglio - Facundo Mater, calciatore argentino
- 23 luglio - Dawid Pakulski, calciatore polacco
- 23 luglio - Rudy Palomino, calciatore peruviano
- 23 luglio - José Luis Sinisterra, calciatore colombiano
- 23 luglio - Tomoaki Ōkubo, calciatore giapponese
- 24 luglio - Anton Grammel, sciatore alpino tedesco
- 24 luglio - Sydney Hilley, pallavolista statunitense
- 24 luglio - Bindi Irwin, attrice e personaggio televisivo australiana
- 24 luglio - Mondli Mpoto, calciatore sudafricano
- 24 luglio - Soleil Patterson, ex sciatrice alpina canadese
- 24 luglio - Cailee Spaeny, attrice statunitense
- 25 luglio - Riccardo Albanese, kickboxer italiano
- 25 luglio - Pierre-Henri Azagoh, rugbista a 15 francese
- 25 luglio - Josué Colmán, calciatore paraguaiano
- 25 luglio - Mihai Eșanu, calciatore rumeno
- 25 luglio - Stephan Hegyi, judoka austriaco
- 25 luglio - Jordan Houlden, tuffatore britannico
- 25 luglio - Keith Ismael, giocatore di football americano statunitense
- 25 luglio - Jesper Karlsson, calciatore svedese
- 25 luglio - Alexander Konychev, ciclista su strada italiano
- 25 luglio - Artëm Mamin, calciatore russo
- 25 luglio - Thijmen Nijhuis, calciatore olandese
- 25 luglio - José Aldo, calciatore brasiliano
- 25 luglio - Paolo Gumabao, attore e modello filippino
- 25 luglio - Tershawn Wharton, giocatore di football americano statunitense
- 26 luglio - Diana Gomes, calciatrice portoghese
- 26 luglio - Andre Green, calciatore inglese
- 26 luglio - Tareg Hamedi, karateka saudita
- 26 luglio - Melany Hernández, tuffatrice messicana
- 26 luglio - Ivandro, cantante angolano
- 26 luglio - Tadas Kararinas, cestista lituano
- 26 luglio - Lara Mori, ex ginnasta italiana
- 26 luglio - Maya Sakura, cantante giapponese
- 26 luglio - Isaiah Simmons, giocatore di football americano statunitense
- 26 luglio - Yannis Voisard, ciclista su strada svizzero
- 26 luglio - Katerina Zakchaiou, pallavolista cipriota
- 27 luglio - Anthony Brown, giocatore di football americano statunitense
- 27 luglio - Jay Clarke, tennista britannico
- 27 luglio - Harry Céspedes, calciatore boliviano
- 27 luglio - Jorge Roberto Díaz, calciatore messicano
- 27 luglio - Morgan Hentz, pallavolista statunitense
- 27 luglio - Rune Herregodts, ciclista su strada e pistard belga
- 27 luglio - Matheus Mascarenhas, calciatore brasiliano
- 27 luglio - Ez Mil, rapper e produttore discografico filippino
- 27 luglio - Nicolò Molteni, sciatore alpino italiano
- 27 luglio - Ana Petrak, cestista croata
- 27 luglio - Morlaye Sylla, calciatore guineano
- 27 luglio - Przemysław Wiśniewski, calciatore polacco
- 28 luglio - Ragnar Ache, calciatore tedesco
- 28 luglio - Matko Babić, calciatore croato
- 28 luglio - Heidi Ellingsen, calciatrice norvegese
- 28 luglio - Nelly Korda, golfista statunitense
- 28 luglio - Isaiah Livers, cestista statunitense
- 28 luglio - Diego Loureiro, calciatore brasiliano
- 28 luglio - Neisser Loyola, schermidore cubano
- 28 luglio - Frank Ntilikina, cestista francese
- 28 luglio - Précillia Rinaldi, calciatrice francese
- 28 luglio - Sam Surridge, calciatore inglese
- 29 luglio - Gabriel Ajemian, cestista statunitense
- 29 luglio - Sofiane Alakouch, calciatore francese
- 29 luglio - Abou Ba, calciatore francese
- 29 luglio - Mirjam Björklund, tennista svedese
- 29 luglio - Rashaan Fernandes, calciatore olandese
- 29 luglio - Kazuki Fujimoto, calciatore giapponese
- 29 luglio - Huber Godoy, ginnasta cubano
- 29 luglio - Nadine Noordam, calciatrice olandese
- 29 luglio - AG, rapper estone
- 29 luglio - Tijjani Reijnders, calciatore olandese
- 29 luglio - Matheus Santos Soares, calciatore brasiliano
- 29 luglio - Will Wagner, giocatore di baseball statunitense
- 30 luglio - Matheus Bueno, calciatore brasiliano
- 30 luglio - Jake Fromm, giocatore di football americano statunitense
- 30 luglio - Dani Gómez, calciatore spagnolo
- 30 luglio - Teruki Hara, calciatore giapponese
- 30 luglio - Rubin Hebaj, calciatore albanese
- 30 luglio - Adam Hellborg, calciatore svedese
- 30 luglio - Nordine Ibouroi, ex calciatore francese
- 30 luglio - Liam Jordan, calciatore sudafricano
- 30 luglio - Dušan Miletić, cestista serbo
- 30 luglio - Dylan Nealis, calciatore statunitense
- 30 luglio - Jeffrey Rosanelli, pattinatore di velocità su ghiaccio italiano
- 30 luglio - Eveline Saalberg, velocista olandese
- 31 luglio - Hamidou Diallo, cestista statunitense
- 31 luglio - Quincy Hall, velocista e ostacolista statunitense
- 31 luglio - Ivan Nevistić, calciatore croato
- 31 luglio - Rigoberto Rivas, calciatore honduregno
- 31 luglio - Rico Rodriguez, attore statunitense
- 31 luglio - Alice Scarabelli, nuotatrice italiana
- 31 luglio - Cole Strange, giocatore di football americano statunitense
- 31 luglio - Steffen Tigges, calciatore tedesco
- 31 luglio - Pelegrín Vargas, pallavolista portoricano
- 31 luglio - Zé Carlos, calciatore portoghese